# Мария Исабель (телесериал, 1966)
«Мария Исабель» (исп. Maria Isabel) — мексиканская 60-серийная мелодрама с элементами драмы 1966 года производства Telesistema Mexicano.

## Сюжет
Мария Исабель — молодая женщина, которая живёт вместе с отцом и её жестокой мачехой. Она знакомится с Грасиэлой, дочерью Феликса Перейра. Она вместе со своей подругой Грасиэлой приезжают в Мехико, у Грасиэлы начинаются схватки и она умирает во время родов, родив красивую здоровую дочь, которую решили назвать Роса Исела.

## Создатели телесериала

### В ролях
- Сильвия Дербес ... Мария Исабель
- Рауль Рамирес ... Рикардо Мендиола
- Барбара Хиль ... Мирейя Серрано
- Фернандо Мендоса ... Феликс Перейра
- Ирма Лосано ... Роса Исела/Грасиэла
- Андреа Котто ... Глория
- Оскар Морелли ... Леобардо
- Эдуардо МакГрегор ... Рохелио
- Хосе Карлос Руис ... Педро
- Ада Карраско ... Чона
- Вики Агирре
- Аврора Кортес
- Элисабет Дупейрон

### Административная группа
- оригинальный текст: Иоланда Варгас Дульче
- режиссёр-постановщик: Хесус Валеро
- исполнительный продюсер: Валентин Пимштейн